# Nawasiellie (rejon miński)
Nawasiellie (biał. Наваселле, ros. Новоселье) – agromiasteczko na Białorusi, w obwodzie mińskim, w rejonie mińskim, w sielsowiecie Horanie.
Powstało w czasach ZSRS po 1930.